# ویلیام گوبل
ویلیام جاستاس ژئوبل (به انگلیسی: William Justus Goebel) یک سیاستمدار آمریکایی که در سال ۱۹۰۰ برای چهار روز فرمانداری ایالت کنتاکی را بر عهده داشت. وی یک روز پس از قبل از مراسم سوگندش ترور شد.